# Rost van Tonningen
Meinout Marinus Rost van Tonningen (ur. 19 lutego 1894 w Surabai w Holenderskich Indiach Wschodnich, zm. 5 czerwca 1945 w więzieniu w Scheveningen) – holenderski polityk i kolaborant, członek Narodowosocjalistycznego Ruchu Holenderskiego.

## Młodość
Meinout Marinus Rost van Tonningen był synem zawodowego wojskowego, generała Rosta van Tonningena. W 1909 roku jego rodzina powróciła do Holandii, gdzie zamieszkała w Amsterdamie. W 1912 M. M. van Tonningen podjął studia inżynierskie. Po wybuchu I wojny światowej wstąpił ochotniczo wespół ze swoim kolegą ze studiów Antonem A. Mussertem do armii holenderskiej, w której służył jako oficer artylerii. Po zakończeniu wojny w listopadzie 1918 rozpoczął studia prawnicze na Uniwersytecie w Lejdzie, uzyskując dyplom z prawa międzynarodowego w 1921 roku.

## Okres przedwojenny
W 1922 roku otrzymał pracę w siedzibie Ligi Narodów w Genewie, zostając następnego roku asystentem Generalnego Komisarza dr. A. R. Zimmermana. W 1928 przeniósł się na stanowisko bankiera w firmie Hope & Co. w Amsterdamie, a następnie Nowym Jorku. Z powodu wielkiego kryzysu ekonomicznego zmuszony był w 1931 powrócić do swojej pracy w Lidze Narodów. Został reprezentantem Rady Ligi w Wiedniu z zadaniem kierowania odbudowy gospodarczej Austrii. Nawiązał wówczas bliskie kontakty z reżimem Engelberta Dolfussa i jego następcy Kurta von Schuschnigga, a także austriackimi faszystami. Uważał, że jedynym rozwiązaniem ekonomicznych problemów Austrii jest unia z Niemcami. W tym okresie wykrystalizowały się jego poglądy polityczno-gospodarcze. Zaczął krytykować liberalizm gospodarczy i wolny rynek, uznając, że tylko ekonomia kontrolowana przez państwo ze społeczeństwem zorganizowanym pod względem rasowym może zapewnić Europejczykom rywalizowanie z ZSRR, Wielką Brytanią z jej koloniami, czy USA. Jego poglądy stały się silnie antysemickie i antykomunistyczne. Doszedł także do przekonania, że użyteczność Ligi Narodów zbliża się do końca. Dlatego zrezygnował z pracy w Lidze i postanowił przyjechać do Holandii. Wcześniej zaaranżował poprzez niemieckiego ambasadora w Austrii, Franza von Papena, spotkanie w Berchtesgaden z Adolfem Hitlerem, podczas którego rozmawiał o polityce Führera wobec Wielkiej Brytanii i germańskich narodów Europy. W jej wyniku doszedł do wniosku, że europejską prosperity może jedynie zapewnić wspólny blok narodów z ponad 300 mln ludzi. W Holandii 7 sierpnia 1936 roku wstąpił do faszystowskiego Narodowosocjalistycznego Ruchu Holenderskiego (NSB) A. A. Musserta. Następnie otrzymał funkcję redaktora pisma NSB „Het Nationale Dagblad”, czyniąc z niego „tubę” dla własnych antysemickich i wielkogermańskich poglądów. W następnym roku został wybrany do parlamentu. Rozważał wówczas wraz z A. A. Mussertem kwestię usunięcia Żydów z Holandii do Surinamu (holenderskiej kolonii) i przedstawił ten pomysł na forum parlamentu, ale został on odrzucony. W tej sytuacji został wysłany przez kierownictwo NSB do Niemiec, aby tam promować swój plan. Dzięki wstawiennictwu Heinricha Himmlera omówił go z ministrem spraw zagranicznych Joachimem von Ribbentropem. W marcu 1937 spotkał się prywatnie z Reichsführerem SS H. Himmlerem, z którym omawiał kwestię połączenia wszystkich narodów germańskich w ramach Wielkiej Rzeszy, po czym wrócił do kraju. W roku 1939 utworzył wraz z Henkiem Feldmeijerem paramilitarne bojówki NSB pod nazwą Mussert-Garde. Zamierzał uczynić z nich coś w rodzaju nazistowskiej SS. Na początku 1940 roku – wobec informacji o spodziewanym ataku Niemiec na Holandię – ponownie wyjechał do Rzeszy, gdzie rozmawiał z H. Himmlerem i jego szefem sztabu SS-Obergruppenführerem Karlem Wolffem o planach swoich i A. A. Musserta. W pierwszych dniach maja został aresztowany przez holenderskie władze pod zarzutem zdrady stanu, co w okresie okupacji niemieckiej zapewniło mu dużą reputację. Był przenoszony w różne miejsca i ostatecznie znalazł się na południe od Calais, gdzie uwolnili go niemieccy żołnierze.

## Okupacja niemiecka

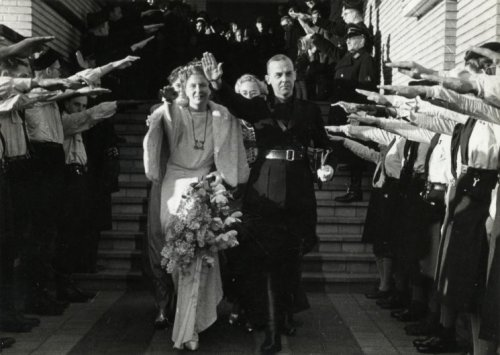
Ślub z Florentine Heubel w 1940 roku

Na początku czerwca 1940 roku powrócił do okupowanej Holandii i podjął politykę kolaboracji z Niemcami. Sprawował kontrolę nad dziennikiem „Het Volk”. Organizował rekrutację Holendrów do Pułku SS „Westland”, który wszedł w skład 5 Dywizji Pancernej SS „Wiking”. 11 września współtworzył Nederlandsche SS, do którego w całości włączono Mussert-Garde. Jednakże jego rola w NSB i potraktowanie przez Niemców nie odpowiadały jego ambicjom dlatego w lutym 1941 roku postanowił wstąpić ochotniczo do Pułku SS „Westland”, ale jego kandydatura została odrzucona. Przeciwstawił się temu Komisarz Rzeszy Arthur Seyss-Inquart, który pod wpływem H. Himmlera mianował R. van Tonningena prezydentem Narodowego Banku Holandii, a następnie sekretarzem generalnym finansów w administracji holenderskiej. W czerwcu 1942 otrzymał także funkcję prezydenta Nederlandse Oostcompagnie. Do jego zadań należało koordynowanie holenderskiego udziału w kolonizacji „Ostlandu” (krajów bałtyckich i Ukrainy). Po lądowaniu aliantów w Normandii 6 czerwca 1944 roku, ponownie podjął starania o przyjęcie do Waffen-SS i tym razem został przyjęty. Do 8 sierpnia przechodził przeszkolenie oficerskie, po czym dostał stopień SS-Untersturmführera der reserve i został przydzielony do I batalionu formacji parapolicyjnej Landstorm Nederland. W połowie marca 1945 roku trafił na front w rejonie Betuwe w stopniu SS-Obersturmführera. 8 maja został schwytany przez kanadyjskich żołnierzy i osadzony w obozie w Elst. Następnie przeniesiono go do Utrechtu, a 24 maja do więzienia w Scheveningen koło Hagi, gdzie 5 czerwca został zamordowany lub popełnił samobójstwo. Według części źródeł był regularnie torturowany.